# Raquel Ruiz Arias
Raquel Ruiz (27 de enero de 1995, Ponferrada (Castilla y León), es una joven copiloto de rallyes. Proclamada en 2014, Campeona de España Junior de Copilotos.

## Trayectoria deportiva

### Debut en rallyes
En 2012, con tan solo 17 años debutó en rallyes copilotando a Alberto Fernández "CABIN Jr." en el I Rallysprint de Tierra de Oteruelo de la Valdoncina; logrando un meritorio 8.º puesto de la general. Participó en la Copa Golf de Tierra, consiguiendo su primer título. 

### Temporada 2013
En 2013, consigue un proyecto estable junto al equipo ME BUSCAS LA RUINA team competición en el Campeonato de Castilla y León de Asfalto subida a un Citroën Saxo del Trofeo. Debuta en el Campeonato de España de Rallyes de Asfalto en el 50.º Rallye Príncipe de Asturias y en el Campeonato de España de Rallyes de Tierra en el I Rallye de Tierra del Bierzo. Debuta fuera de España en el 2º Rali Viana do Castelo, Portugal junto a Oscar Mouriño. Se proclama Campeona de Grupo A, Subcampeona Fémina y Subcampeona Junior de Castilla y León.

### Temporada 2014
En 2014, sigue junto al equipo ME BUSCAS LA RUINA team competición esta vez a bordo de un Volkswagen Golf 2 GTI donde disputan el Campeonato de Castilla y León de Asfalto y mitad del Campeonato de España de Rallyes de Tierra.
Disputa junto a Marcos González en el 21º Rallye del Bierzo a bordo de un Ford Fiesta R2 dentro de la BK RMC Motorsport.
Debuta en la Copa Suzuki con José Luis Carrera en el Campeonato de España de Rallyes de Asfalto. Temporada a destacar donde suma 12 podiums y 5 títulos. Logra proclamarse Campeona Junior de Castilla y León, Subcampeona Challenge Rallycar Cantabria, Subcampeona Clase 8 de Castilla y León, Subcampeona Fémina de Castilla y León y se corona Campeona Junior de Copilotos de España.

## Resultados

### Temporada 2012
| Rallye                                               | Vehículo              | Posición | Piloto                    |
| ---------------------------------------------------- | --------------------- | -------- | ------------------------- |
| I Rallysprint de Tierra de Oteruelo de la Valdoncina | Volkswagen Golf 2 GTI | 8        | Alberto Fdez. "CABIN Jr." |
| V Rallysprint Santillana del Mar                     | Volkswagen Golf 2 GTI | AB       | Alberto Fdez. "CABIN Jr." |
| 19º Rallye del Bierzo                                | Volkswagen Golf 2 GTI | 30       | Alberto Fdez. "CABIN Jr." |
| II Rallysprint de Tierra de Sariegos                 | Volkswagen Golf 2 GTI | AB       | Alberto Fdez. "CABIN Jr." |
| I Rallysprint Villa de Cervera                       | Volkswagen Golf 2 GTI | 12       | Alberto Fdez. "CABIN Jr." |

### Temporada 2013
| Rallye                            | Vehículo                | Posición | Piloto                    |
| --------------------------------- | ----------------------- | -------- | ------------------------- |
| XIV Rallye de Valladolid          | Citroën Saxo del Trofeo | AB       | Alberto Fdez. "CABIN Jr." |
| IV Rallysprint de Sansegundo      | Citroën Saxo del Trofeo | 19       | Alberto Fdez. "CABIN Jr." |
| II Rallysprint Villa de Fabero    | Citroën Saxo del Trofeo | AB       | Alberto Fdez. "CABIN Jr." |
| II Rallysprint Valle de Omaña     | Citroën Saxo del Trofeo | 18       | Alberto Fdez. "CABIN Jr." |
| 12º Rallysprint Navaleno-Canicosa | Citroën Saxo del Trofeo | AB       | Alberto Fdez. "CABIN Jr." |
| 50.º Rally Príncipe de Asturias   | Citroën Saxo del Trofeo | AB       | Alberto Fdez. "CABIN Jr." |
| 2º Rali Viana do Castelo          | Citroën Saxo VTS        | AB       | Oscar Mouriño             |
| I Rallye de Tierra del Bierzo     | Volkswagen Golf 2 GTI   | AB       | Alberto Fdez. "CABIN Jr." |

### Temporada 2014
| Rallye                             | Vehículo              | Posición | Piloto                    |
| ---------------------------------- | --------------------- | -------- | ------------------------- |
| I Rallye Concello de Curtis        | Volkswagen Golf 2 GTI | AB       | Alberto Fdez. "CABIN Jr." |
| XIV Rallye de Valladolid           | Volkswagen Golf 2 GTI | 13       | Alberto Fdez. "CABIN Jr." |
| III Rallysprint Villa de Fabero    | Volkswagen Golf 2 GTI | 24       | Alberto Fdez. "CABIN Jr." |
| 47.º Rallye de Ourense             | Suzuki Swift          | 23       | Jose Luis                 |
| 2º Rallye de Tierra del Bierzo     | Volkswagen Golf 2 GTI | AB       | Alberto Fdez. "CABIN Jr." |
| III Rallysprint Valle de Omaña     | Volkswagen Golf 2 GTI | AB       | Alberto Fdez. "CABIN Jr." |
| 8º Rallye Cristian López           | Peugeot 206 XS        | 17       | Jose Luis                 |
| XXI Rallye del Bierzo              | Ford Fiesta R2        | 11       | Marcos González           |
| XIII Rallysprint Navaleno-Canicosa | Volkswagen Golf 2 GTI | 17       | Alberto Fdez. "CABIN Jr." |
| 45.º Rallye de Ferrol              | Suzuki Swift          | 23       | Jose Luis                 |
| 38.º Rallye Villa de Llanes        | Suzuki Swift          | 28       | Jose Luis                 |
| VII Rallysprint Villa de Toreno    | Volkswagen Golf 2 GTI | 21       | Alberto Fdez. "CABIN Jr." |
| 36º Rallye de Santander            | Suzuki Swift          | 14       | Jose Luis                 |
| 30.º Rallye de Cóbreces            | Peugeot 206 XS        | 23       | Jose Luis                 |
| V Rallye de Tierra de Riolobos     | Volkswagen Golf 2 GTI | 6        | Alberto Fdez. "CABIN Jr." |
| V Rallye Comunidad de Madrid RACE  | Suzuki Swift          | 34       | Jose Luis                 |